# Rockford University
Die Rockford University ist eine in der Stadt Rockford im US-Bundesstaat Illinois gelegene Privatuniversität. Sie wurde 1847 als Rockford Female Seminary gegründet, dessen bekannteste Studentin die spätere Friedensnobelpreisträgerin Jane Addams war. Das Seminar wurde 1892 in Rockford College umbenannt und das dann 2013 in Rockford University. Die Universität bietet überwiegend Liberal Arts-Studiengänge an. Der amerikanische Sprachwissenschaftler österreichischer Herkunft Herbert Penzl hat als Professor Deutsch an der Rockford University unterrichtet (1936–1938).